# 戈拉达
戈拉达（西班牙語：Golada），是西班牙加利西亚自治区蓬特韦德拉省的一个市镇。 总面积148平方公里，总人口3882人（2001年），人口密度26人/平方公里。